# Nilgiracris raoi
Nilgiracris raoi är en insektsart som först beskrevs av Kevan, D.K.M. 1952.  Nilgiracris raoi ingår i släktet Nilgiracris och familjen Pyrgomorphidae. Inga underarter finns listade i Catalogue of Life.